# الف دارک
الف دارک (انگلیسی: Alf Dark; ۲۱ اوت ۱۸۹۳ – ۳ اوت ۱۹۶۴) بازیکن فوتبال اهل بریتانیا بود.
از باشگاه‌هایی که در آن بازی کرده‌است می‌توان به باشگاه فوتبال لیدز یونایتد، باشگاه فوتبال بارو، باشگاه فوتبال سیتینگبورو، باشگاه فوتبال نیوکاسل یونایتد، و باشگاه فوتبال پورت ویل اشاره کرد.